# Thanh Thúy (ca sĩ sinh 1943)
Thanh Thúy (sinh ngày 2 tháng 12 năm 1943), tên khai sinh là Nguyễn Thị Thanh Thúy là một nữ ca sĩ thuộc Tân nhạc Việt Nam. Bà là một trong những ca sĩ có ảnh hưởng lớn nhất tới nền Tân Nhạc Việt Nam và đặc biệt là dòng Nhạc Vàng vì là giọng hát tiên phong thuở sơ khai của dòng nhạc này. Bà được biết đến qua các bài hát thuộc dòng nhạc vàng và nhạc tiền chiến như Nửa đêm ngoài phố, Mưa nửa đêm, Phố buồn... Bà là một ca sĩ được khán giả đặt cho nhiều biệt danh nhất, như Tiếng hát liêu trai, Tiếng hát lúc 0 giờ, Tiếng hát về khuya, được một số nhạc sĩ viết tặng nhiều bài hát, như Uớt mi, Thúy đã đi rồi, Được tin em lấy chồng... và làm bài thơ để tặng cô.
Bà bắt đầu đi hát trong các phòng trà tại Sài Gòn vào khoảng cuối thập niên 50 vào năm 1957–1958. Ngay khi bà mới bắt đầu đi hát, bà đã được nhiều khán giả yêu mến. Năm 1961, bà được phong danh hiệu "Hoa hậu nghệ sĩ" tại phòng trà Anh Vũ. Bà trở thành một ngôi sao trên các đại nhạc hội, làn sóng điện đài phát thanh và những hãng băng dĩa lớn thời đó. Bà còn lập cả trung tâm băng nhạc Thanh Thúy, do chính bà thực hiện và do nhạc sĩ Ngọc Chánh hòa âm và thành công với số lượng trên dưới 30 băng nhạc.
Sau năm 1975, bà sang Hoa Kỳ định cư cùng với gia đình. Tại đây, bà thành lập một trung tâm băng nhạc mang tên "Thanh Thúy Productions". Bà cũng cộng tác với một số trung tâm băng nhạc tại hải ngoại, điển hình là trung tâm Asia. Sau này, trong bộ phim Em và Trịnh, hình tượng của bà được xuất hiện trong một phân cảnh do diễn viên tên Nhật Linh đóng.

## Tiểu sử
Nguyễn Thị Thanh Thúy, sinh ngày 2 tháng 12 năm 1943 tại Huế trong một gia đình có sáu chị em, trong đó có cha là người gốc Bắc, mẹ là người Huế. Bà còn có một người em tên Thanh Châu thỉnh thoảng cũng đi hát. Vì gia cảnh khó khăn, mẹ bà bị bệnh hiểm nghèo, cả gia đình bà từ Huế vào Sài Gòn thuê một căn trọ nhỏ trên đường Cao Thắng.
Vì mẹ bà làm việc để nuôi gia đình quá sức, nên năm 15 tuổi, qua sự hướng dẫn của ca sĩ Kim Chi, bà bắt đầu đi hát. Năm 1960, mẹ bà qua đời.
Năm 1961, bà được phong tặng danh hiệu Hoa hậu nghệ sĩ tại phòng trà Anh Vũ do bác sĩ Trương Ngọc Hớn tổ chức.
Năm 1963, bà kết hôn với Trung tá Không quân Ôn Văn Tài tại Sài Gòn và bà tạm nghỉ hát, theo chồng về sống tại Đà Nẵng.
Năm 1970, bà được nhạc sĩ Ngọc Chánh mời đi hát trở lại. Bà còn thành lập trung tâm băng nhạc Thanh Thúy và khá thành công với số lượng trên dưới 30 băng nhạc.
Sau năm 1975, bà cùng chồng con sang Hoa Kỳ định cư. Tại đây, bà lập trung tâm băng nhạc mang tên "Thanh Thúy Production" và cộng tác với một số trung tâm hải ngoại, điển hình là trung tâm Asia. Thỉnh thoảng, bà còn đi hát cho đài truyền hình SBTN và một số chương trình gây quỹ thiện nguyện.

## Sự nghiệp
Do gia cảnh của bà khó khăn và vì bà muốn kiếm tiền mua thuốc thang cho mẹ, bà đã bắt đầu vào phòng trà, bắt đầu sinh hoạt ca hát khi bà mới 16 tuổi. Với chất giọng trầm buồn, bà đã trở thành một ngôi sao trên các đại nhạc hội, băng dĩa nhựa và đài phát thanh thời đó.
Năm 1960, khi bà 17 tuổi, mẹ bà qua đời. Sự ra đi của mẹ đã làm một cú sốc đối với bà. Từ đó, khi trình diễn, bà thường mặc một chiếc áo dài trắng cùng với chiếc băng tang trên cổ áo. Một số người nhận xét, từ khi mẹ bà qua đời, giọng hát của bà ngày càng u sầu và bi cảm hơn.
Bà thành danh với khá nhiều ca khúc, như Nửa đêm ngoài phố, Giọt mưa thu, Phố buồn, Kiếp nghèo. Năm 1961, bà được trao danh hiệu Hoa hậu nghệ sĩ tại phòng trà Anh Vũ. Bà hát nhiều ca khúc của nhạc sĩ Trúc Phương làm cho các ca khúc của ông được nhiều người biết đến, đến mức khán giả khi nhắc đến tên bà thường gắn liền với những bài hát của Trúc Phương.
Sau khi bà lập gia đình với ông Ôn Văn Tài vào năm 1964, bà ngưng hát, sau đó về quê chồng sinh sống. Đến năm 1970, ông Ngọc Chánh đã đi đến nhà bà để thuyết phục bà hát trở lại, bà đã đồng ý do con đã lớn. Khi bà đi hát trở lại, bà đã đạt giải Kim Khánh hai lần vào hai năm 1970 và 1972. Bà bắt đầu hát trong băng nhạc Shotguns của nhạc sĩ Ngọc Chánh, ngoài ra bà còn lập thêm băng nhạc Thanh Thúy do chính bà thu thanh và chọn bài. Băng nhạc của bà khá thành công với số lượng lên đến gần 30 cuốn băng.
Ngoài ca hát, bà còn đóng kịch và đóng phim. Bà có hát bài Chuyện chúng mình trong phim Tơ tình và bà cũng đóng phim cùng với một số nghệ sĩ cùng thời như Thẩm Thúy Hằng, Mai Ly, La Thoại Tân...
Sau năm 1975, bà có mở trung tâm Thanh Thúy Production, tiếp tục sự nghiệp ca hát và cộng tác với một số trung tâm, đài truyền hình hải ngoại.

## Trong văn hóa đại chúng
Năm 1958, nhạc sĩ Trịnh Công Sơn đã viết tặng bà bài hát Ướt mi, về sau bài hát trở nên thành công qua giọng ca của bà. Ngoài ra, còn có bài hát Thương một người cũng do ông viết tặng cho bà.
Tháng 11 năm 1961, tài tử Nguyễn Long có làm một bộ phim nói về cuộc đời của bà, mang tên Thúy đã đi rồi. Bộ phim này do Y Vân viết nhạc phim và ca sĩ Minh Hiếu đóng vai cô Thanh Thúy. Ngoài ra, có một số vở kịch cũng nói về bà và được một số nghệ sĩ như Kim Cương, Bích Thủy, Xuân Dung... thủ vai chính.
Nhà thơ Hoàng Trúc Ly từng viết một bài thơ nói về bà với tựa đề mang tên "Ca sĩ".
Từ em tiếng hát lên trời

Tay xao dòng tóc, tay vời âm thanh

Sợi buồn chẻ xuống lòng anh

Lắng nghe da thịt tan tành xưa sau.

Ngoài ra, một số nhạc sĩ khác còn viết tặng bà một số ca khúc khác, như Minh Kỳ với Tình đời, Châu Kỳ vói Được tin em lấy chồng, Tôn Thất Lập với Tiếng hát về khuya, Đắc Đăng với Tiếng hát khói sương...
Hình ảnh của bà còn xuất hiện trên rất nhiều tạp chí, bìa dĩa hát và nhạc tờ trước năm 1975.
Sau này, hình tượng của bà được đưa vào phim Em và Trịnh do một nữ diễn viên tên Nhật Linh thủ vai.

### Những ca khúc được viết tặng
| STT | Tên bài hát                  | Tác giả                |
| --- | ---------------------------- | ---------------------- |
| 1   | Hình bóng cũ                 | Trúc Phương            |
| 2   | Lời ca nữ                    | Trúc Phương            |
| 3   | Mắt em buồn                  | Trúc Phương            |
| 4   | Tình yêu trong mắt một người | Trúc Phương            |
| 5   | Mắt chân dung để lại         | Trúc Phương            |
| 6   | Ướt mi                       | Trịnh Công Sơn         |
| 7   | Thương một người             | Trịnh Công Sơn         |
| 8   | Được tin em lấy chồng        | Châu Kỳ                |
| 9   | Lời hát tạ ơn                | Hoàng Thi Thơ          |
| 10  | Tôi yêu Thúy                 | Hoàng Thi Thơ          |
| 11  | Thúy đã đi rồi               | Y Vân, thơ Nguyễn Long |
| 12  | Lời tự tình                  | Nhật Ngân              |
| 13  | Phận tơ tằm                  | Minh Ký, Hồ Tịnh Tâm   |
| 14  | Tiếng ca u hoài              | Anh Bằng, Lê Dinh      |
| 15  | Chuyện buồn của Thúy         | Anh Bằng, Lê Dinh      |
| 16  | Tình đời                     | Minh Kỳ, Vũ Chương     |
| 17  | Tiếng hát về khuya           | Tôn Thất Lập           |

## Đánh giá
Giọng hát của bà đã từng được nhiều người đánh giá cao và thường khán giả khi nhắc tới bà, khán giả sẽ thường nhắc đến những bài hát của Trúc Phương như Nửa đêm ngoài phố, Chuyện chúng mình, Mưa nửa đêm... Nhà văn Mai Thảo từng đặt cho bà biệt danh là Tiếng hát lúc 0 giờ, giáo sư triết học Nguyễn Văn Trung gọi bà là Tiếng hát liêu trai, nhạc sĩ Tuấn Huy gọi bà là Tiếng sầu ru khuya.

### Một số trích dẫn
Thanh Thúy là nữ ca sĩ được ngợi ca nhiều nhất trong văn, trong thơ. Thi sĩ Hoàng Trúc Ly, nhà văn Mai Thảo, nhà thơ Viên Linh, nhà văn Tuấn Huy.... Bởi vì Thanh Thúy chính là người yêu trong mộng của cả một thế hệ, trong đó có những nhà văn, nhà thơ bén nhạy bắt được cảm xúc riêng tư mà diễn đạt cái khách quan mênh mông trong cái chủ quan, riêng lẽ sống thực và chân thành.— Nguyên Sa.

Tôi vẫn thấy một con chim nhạn bay trong dòng sông sương mù, chậm và khuya, công phu, kỳ lạ!— Mai Thảo.

Thanh Thúy là một nghệ sĩ có tư cách, có phẩm hạnh. Cô không gây ngộ nhận nào cho nhóm ký giả ưa săn tin giật gân... Trong hàng ngũ các nữ ca sĩ nổi tiếng xa xưa thì Thanh Thúy, Lệ Thanh và Hoàng Oanh là nhu mì, khiêm tốn, ngoan hiền. Ở chót vót đỉnh danh vọng mà Thanh Thúy không hề nói một lời kiêu căng hay một lời làm thương tổn tha nhân, không hề bôi bẩn kẻ vắng mặt, không khoe khoang thành tích của mình khi tiếp xúc với báo chí.— Hồ Trường An

Ngoài ra, họa sĩ Vũ Hối có dành tặng bà bốn câu thơ
Liêu trai tiếng hát khói sương

Nghẹn ngào nhung nhớ dòng Hương quê mình

Nghiêng sầu từng nét lung linh

Giọng vàng xứ Huế ấm tình quê hương— Vũ Hối.

## Album tiêu biểu
- 6-12-1970: Trường Hải 5
- 24-3-1972: Thanh Thúy 6
- 14-1-1973: Thanh Thúy 12
- 1-1975: Thanh Thúy 25
- 28-6-1976: Thanh Thúy 1 – Vĩnh biệt Sàigòn
- 1982: Siêu Âm 1 – Nhạc khiêu vũ [40]
- 1982: Thanh Thúy 2 – Biết đến bao giờ [41]
- 1983: Thanh Thúy 6 – Quê hương và kỷ niệm [42]
- 1983: Thanh Thúy 8 – Tìm nhau trong kỷ niệm
- 1983: Thanh Thúy Video 1 – Thúy [43]
- 1984: Thanh Thúy 9 – Chuyện chúng mình [44]
- 1985: Phật Ca 1 – Tiếng chuông Chùa [45]
- 1985: Thanh Thúy 12 – Hát cho tình yêu [46]
- 1986: Thanh Thúy 15 – Tình ca bên nhau [47]
- 1987: Thanh Thúy 16 – Yêu nhau trọn đời [48]
- 1988: Thanh Thúy 17 – Quên người tình cũ [49]
- 1989: Thanh Thúy 18 – Điên [50]
- 1991: Thanh Thúy 19 – Tình yêu đến trong giã từ [51]
- 1994: Thanh Thúy 20 – Tình ca quê hương [52]
- 1995: Thanh Thúy 21 – Tôi trở về thành phố [53]
- 1996: Phật Ca 2 – Mẹ hiền [54]
- 1996: Thanh Thúy 22 – Những tình khúc Trúc Phương [55]
- 1997: Thanh Thúy 23 – Tiếng hát khói sương [56]
- 1998: Thanh Thúy 24 – Tình khúc tiền chiến [57]
- 1999: Thanh Thúy 25 – Vùng trời ngày đó [58]
- 2000: Phật Ca 3 – Cám ơn Phật [59]
- 2002: Thanh Thúy 26 – Trần lụy [60]
- 2003: Thanh Thúy 27 – Tưởng niệm nhân tài Nhạc Việt [61]
- 2006: Phật Ca 4 – Kiếp nhân sinh
- 2007: Thanh Thúy 28 – Hát cho Mẹ [62]
- 2018: Asia CD 395 – Tiếng ca u hoài

## Các tiết mục trình diễn trên sân khấu

### Trung tâm Thúy Nga
| STT | Tiết mục                | Thể hiện với | Chương trình     | Năm  |
| --- | ----------------------- | ------------ | ---------------- | ---- |
| 1   | Tình Bơ Vơ (Lam Phương) | solo         | Paris By Night 3 | 1986 |

### Trung tâm Mây
| STT | Tiết mục                            | Thể hiện với | Chương trình      | Năm  |
| --- | ----------------------------------- | ------------ | ----------------- | ---- |
| 1   | Tiếng Còi Trong Sương Đêm (Lê Trực) | solo         | Hollywood Night 3 | 1993 |

### Trung tâm Asia
| STT | Tiết mục | Thể hiện với               | Chương trình | Năm  |
| --- | --- | -------------------------- | ------------ | ---- |
| 1   | Nửa Đêm Ngoài Phố (Trúc Phương) | solo                       | ASIA 10      | 1995 |
| 2   | LK Tàu đêm năm cũ, Kẻ Ở Miền Xa, Mưa Nửa Đêm, Ai Cho tôi Tình Yêu (Trúc Phương)                                                                                                  | Duy Khánh, Phương Hồng Quế | ASIA 11      | 1996 |
| 3   | Đêm Tàn Bến Ngự (Dương Thiệu Tước) | solo                       | ASIA 12      | 1996 |
| 4   | LK Sầu Lẻ Bóng (Anh Bằng), Lẻ Bóng (Anh Bằng – Lê Dinh), Nếu Hai Đứa Mình (Anh Bằng – Lê Dinh), Hai Mùa Mưa (Mạc Phong Linh – Mai Thiết Lĩnh), Căn Nhà Ngoại Ô (Anh Bằng – T.H.) | Thanh Tuyền                | ASIA 15      | 1997 |
| 5   | Phố Buồn (Phạm Duy) | solo                       | ASIA 18      | 1998 |
| 6   | Một Chuyến Bay Đêm (Song Ngọc, Hoài Linh) | solo                       | ASIA 19      | 1998 |
| 7   | Tấm Thẻ Bài (Huyền Anh) | solo                       | ASIA 21      | 1998 |
| 8   | LK Buồn Trong Kỷ Niệm (Trúc Phương), Những Ngày Thơ Mộng (Hoàng Thi Thơ) | solo                       | ASIA 31      | 2000 |
| 9   | LK Chuyện Buồn Ngày Xuân, Chắp Tay Nguyện Cầu (Lam Phương) | Thanh Tuyền                | ASIA 46      | 2005 |
| 10  | LK Hướng về Hà Nội (Hoàng Dương), Thương Về Miền Trung (Duy Khánh), Đêm Nhớ Về Sài Gòn (Trầm Tử Thiêng), Giấc Mơ Hồi Hương (Vũ Thành)                                            | Lệ Thu                     | ASIA 46      | 2005 |
| 11  | Tiếng Xưa (Dương Thiệu Tước) | solo                       | ASIA 49      | 2005 |
| 12  | Hàn Mặc Tử (Trần Thiện Thanh) | Y Phụng                    | ASIA 50      | 2006 |
| 13  | LK Chuyến Tàu Hoàng Hôn, Cánh Buồm Chuyển Bến (Hoài Linh – Minh Kỳ) | Phương Dung                | ASIA 52      | 2006 |
| 14  | Chuyện Một Chiếc Cầu Đã Gãy (Trầm Tử Thiêng) | Băng Tâm                   | ASIA 54      | 2007 |
| 15  | Bóng Nhỏ Đường Chiều (Trúc Phương), Phút Giao Mùa (Trần Thiện Thanh) | Vũ Khanh                   | ASIA 58      | 2008 |
| 16  | Cánh Thiệp Đầu Xuân (Lê Dinh, Minh Kỳ), Anh Cho Em Mùa Xuân (Nguyễn Hiền – Kim Tuấn)                                                                                             | solo                       | ASIA 60      | 2008 |
| 17  | Hãy Trả Lời Em (Anh Chương) | solo                       | ASIA 61      | 2009 |
| 18  | LK Mưa Nửa Đêm, Tàu đêm năm cũ, Nửa Đêm Ngoài Phố (Trúc Phương) | solo                       | ASIA 65      | 2010 |
| 19  | Tiếng Ca U Hoài (Anh Bằng) | solo                       | ASIA 66      | 2010 |
| 20  | Sài Gòn Niềm Nhớ Không Tên (Nguyễn Đình Toàn) | solo                       | ASIA 68      | 2011 |
| 21  | LK Hai lối mộng, Đêm Tâm Sự (Trúc Phương) | solo                       | ASIA 69      | 2012 |
| 22  | Quán Nửa Khuya (Tuấn Khanh – Hoài Linh) | solo                       | ASIA 70      | 2012 |
| 23  | Đêm Giã Từ (Y Vân – Thể Vân) | solo                       | ASIA 72      | 2013 |
| 24  | LK Đèn Khuya (Lam Phương), Chuyện Đêm Mưa (Nguyễn Hiền – Hoài Linh) | Trúc Mai                   | ASIA 73      | 2013 |
| 25  | Chuyện chúng mình (Trúc Phương) | Trúc Mi                    | ASIA 74      | 2014 |
| 26  | Xin Cám Ơn Đời (Trúc Phương) | solo                       | ASIA 74      | 2014 |
| 27  | LK Kiếp Cầm Ca, Mưa Rừng (Huỳnh Anh) | Minh Hiếu                  | ASIA 75      | 2014 |
| 28  | Nhớ Tên Sài Gòn (Anh Bằng) | solo                       | ASIA 76      | 2015 |
| 29  | Bốn Ngã Đường Quê Hương (Anh Bằng – Vũ Chương) | solo                       | ASIA 78      | 2016 |
| 30  | Hai Chuyến Tàu Đêm (Trúc Phương – Y Vân) | solo                       | ASIA 79      | 2017 |
| 31  | Tâm Tình Gửi Huế (Hoàng Thi Thơ – Tôn Nữ Trà My) | Hoàng Oanh                 | ASIA 79      | 2017 |
| 32  | Giọt Mưa Thu (Đặng Thế Phong, Bùi Công Kỳ) | Ngọc Anh Vi                | ASIA 80      | 2017 |

### SBTN
| STT | Tiết mục                       | Thể hiện với | Chương trình                                 | Năm  |
| --- | ------------------------------ | ------------ | -------------------------------------------- | ---- |
| 1   | Tình Đời (Minh Kỳ – Vũ Chương) | solo         | SBTN VOICE Finale – Đêm Chung Kết SBTN VOICE | 2019 |